# Герб Кагарлицького району
Герб Кагарлицького району — офіційний символ Кагарлицького району, затверджений 23 грудня 2003 р. рішенням сесії районної ради.

## Опис
Щит лазуровий із золотою гострозубчастою главою. На щиті срібна стрільчаста острога, під нею — золоті шестипроменева зірка і півмісяць ріжками догори. На главі чорний ханський намет на тлі двох чорних козацьких шабель в косий хрест. Щит обрамлений піввінком із золотого колосся і гички цукрового буряка, завершений у підніжжі трьома коренеплодами, перевитий синьо-жовтою стрічкою і увінчаний ритуальною таріллю Черняхівської культури із зображенням старовинного слов'янського календаря.

## Опис символів герба
Центральний символ - елементи герба родини князів Острозьких. Ламана лінія означає, що район знаходиться на лінії старовинних оборонних «змієвих валів», які складали межу між давньослов'янськими племенами і диким степом. Загострені зубці лінії можна трактувати як верхів'я частоколу. Чорний ханський намет — ставка ханів, символізує владу в часи, коли на території сучасного району проживали осілі тюркські племена, які були на службі у київських князів. Це нагадує про походження назви міста Кагарлик. Козацькі шаблі — символ здатності мешканців краю боронити свою землю.
Вінок з пшениці та цукрових буряків символізує та підкреслює аграрний статус району, культивування в ньому цих двох основних видів сільгоспкультур. Символіка тарелі, що є художньою копією знахідок з спадщини славетної Черняхівської культури (III—II тисячоліття до н. е.), передає високорозвинуту культури праслов'ян, наших пращурів.